# دورية أمان (سيارة شرطة مغربية)
قدمت المديرية العامة للأمن الوطني دوريتها الأمنية الذكية “أمان” خلال الاحتفال بالذكرى 69 لتأسيس الأمن وانطلاق الأبواب المفتوحة في مدينة الجديدة.  وجرى عرض “النموذج الأول” لدورية أمان، وهي عبارة عن سيارة طورتها بالكامل الفرق الهندسية والتقنية التابعة للمديرية العامة للأمن الوطني.   

## خصائص
الدورية مزودة بمنظومة مراقبة بصرية متكاملة وكاميرات بزاوية 360 درجة، مع ربطها بتطبيقات قادرة على القراءة الآلية للوحات ترقيم السيارات، وكذا التعرف على الأشخاص باستخدام تقنية “التعرف على الوجوه”.   
بحسب المديرية العامة فإن الدورية تتميز بقدرات عالية على التحقق البصري من المركبات والأشخاص أثناء تجولها في الشوارع، اعتمادا على نماذج للذكاء الاصطناعي، التي طورها مهندسو وتقنيو المديرية، مع ربطها بشكل آلي مع قاعة القيادة والتنسيق والوحدات الشرطية الميدانية والمتنقلة.   

## استخدام وظيفي
ويرتقب أن تلعب مستقبلا دورا كبيرا في العمليات الأمنية الميدانية، كتنظيم السير والجولان والتعامل مع بعض مظاهر الإجرام والانحراف، خصوصا مع استعداد المغرب لتنظيم أحداث دولية.   

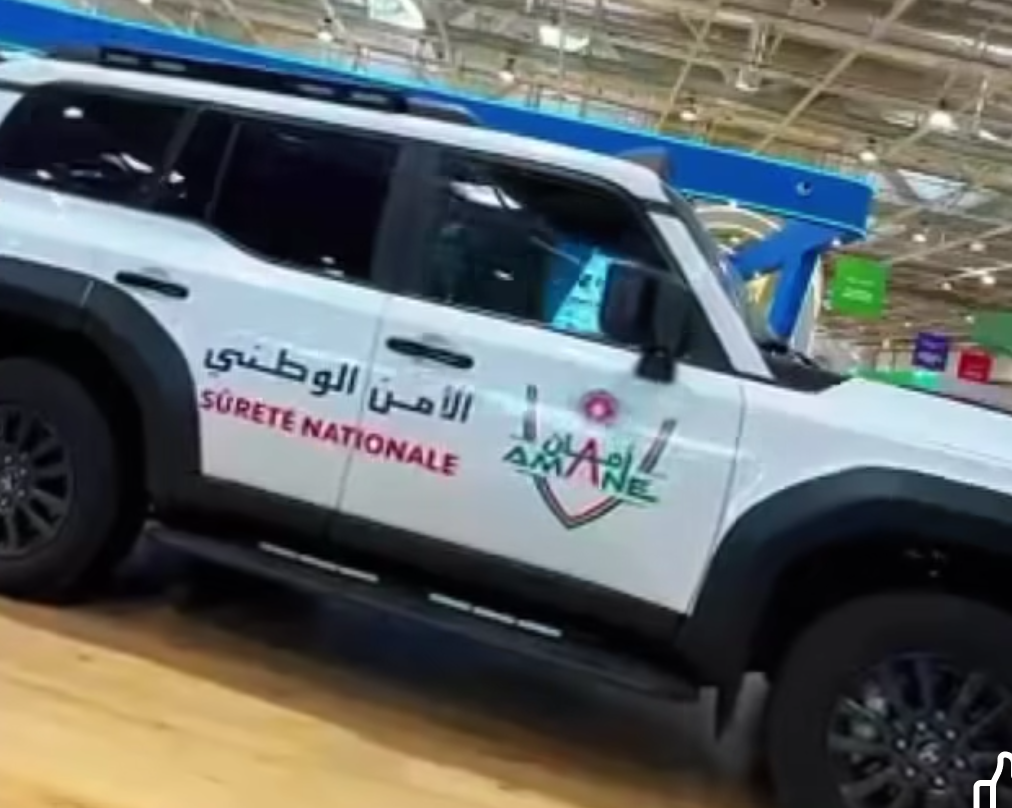